# Фурье, Шарль
Франсуа́ Мари́ Шарль Фурье́ (фр. François Marie Charles Fourier; 7 апреля 1772[…], Безансон — 10 октября 1837[…], Париж) — французский философ, социолог, один из представителей утопического социализма, основатель системы фурьеризма; автор термина и идеологии «феминизма».
Его идеи получили название фурьеристических, а последователей прозвали фурьеристами.

## Биография

### Детство и юность
Шарль — единственный сын богатого безансонского купца. Слабый и болезненный, он с раннего детства отличался наклонностью к мечтательности и всему предпочитал занятия музыкой и чтение книг. Уединение развило в нём сильное воображение, наложившее резкую печать на всю его систему. Всё, что известно о детстве Фурье, рисует его очень правдивым и добрым. Школу он посещал до 12—13 лет, но наряду с ней шли самостоятельные, хотя и несистематичные занятия логикой, географией, физикой, математикой и другими предметами. Расстроенные после смерти отца торговые дела заставили Фурье по окончании школы приняться за добывание средств к жизни и стать за прилавок, хотя с его стороны и были кончившиеся неудачно попытки продолжать школьное образование.
Систематического образования он не получил, был самоучкой, к научным трудам испытывал предубеждение. Обладал отличной памятью, художественным и сатирическим талантом. В детстве мать считала его неудачником, а посторонние — сумасшедшим.
Сначала он служил приказчиком в чужих лавках и по страсти к разнообразию переменил несколько хозяев, посетил многие города Франции — Лион, Руан, Марсель, Бордо, Париж. По поручениям разных торговых фирм он предпринимал заграничные путешествия — в Германию, Бельгию, Голландию. Эти годы странствования были для него и годами учения: не говоря о богатых практических сведениях по географии и архитектуре, поражавших его учеников, он имел возможность детально изучить торговлю, на которую так ожесточённо нападал впоследствии, считая её одним из серьёзнейших зол экономической безурядицы.

### В революционную эпоху
В 1793 году, во время восстания Лиона (июнь-ноябрь), Фурье, бывший в это время собственником магазина колониальных товаров, лишился всего своего имущества, два раза подвергался аресту и едва не был расстрелян. После декрета от 23 августа 1793 года он был завербован в действующую армию, в отряд конных егерей. Однако, в 1795 году по болезни вышел в отставку и поступил приказчиком к хлебному торговцу в Марселе, а затем был биржевым маклером без законного свидетельства в Лионе.

### Начало творческой деятельности
К этому времени Фурье делается прожектёром: изучая науки, наблюдая окружающие явления, он не мог ограничиться одним констатированием встречавшихся несовершенств или даже только их критикой, он начал совершать всевозможные открытия, проекты и усовершенствования. Но Фурье долго не мог найти близкой для себя темы. То он создаёт новую, упрощённую систему нотописания, то ему приходит мысль об устройстве сначала деревянных, а затем и металлических рельсов; то он представляет в военное министерство проект продовольствия армии по новому способу, то пишет записку о мерах для ускорения перехода войск с берегов Рейна в Италию, то, наконец, сочиняет и представляет префекту проект учреждения особого класса маклеров для транспортирования кладей.

#### На литературном поприще
В это время он вступает на литературное поприще: в лионских журналах этого периода можно найти за его инициалами несколько стихотворений, а затем и статей, в которых обсуждались различные злобы дня и местные нужды.
В 1803 году Фурье выпустил небольшой политический трактат под названием «Континентальный триумвират и вечный мир через тридцать лет» (Triumvirat continental et paix perpetuelle sous trente ans), где уже проявилась смелость мысли и пророческий тон, так свойственные всем его сочинениям. Он предсказывает, что Австрия и Россия разделят между собой Пруссию, а затем Россия с Францией разделят Австрию, после чего между ними начнётся борьба за господство, которая кончится, вероятно, победой России. Англию он не ставит ни во что:
Тот, кто будет управлять Европой, пошлёт армию, чтобы завоевать Индию, и закроет англичанам порты Азии и Европы; он сожжёт всякий город, который станет получать английские произведения, даже если это будет через посредников. И тогда эта держава, чисто меркантильная, будет уничтожена без выстрела.
Пелларен, ученик и биограф Фурье, подчёркивал в этой статье «предчувствие готовящегося унижения Пруссии и Австрии, а также и заключительного соперничества России с Францией». Также он отмечает предвосхищение наполеоновской континентальной системы. Наполеоновская полиция обратила внимание на эту брошюру, но оставила в покое её автора, как человека смирного и далёкого от политики.

### Общественно-экономическое учение
В 1808 году появилось первое большое сочинение Фурье «Теория четырёх движений и всеобщих судеб» (Théorie des quatre mouvements et des destinées générales. Prospectus et Annonce de la Découverte), положившее начало всему его общественно-экономическому учению. Впрочем, со слов Фурье, некоторые идеи были открыты ещё в 1799 году.
После выхода в свет этой книги он бросил занятия маклерством и жил некоторое время на пенсию в 900 франков, которую по завещанию матери должны были выдавать ему сёстры. Впрочем, эта пенсия выдавалась ему всего только несколько лет, и к 1822 году он снова должен был добывать себе пропитание сначала в Париже, а с 1825 года в Лионе, получив там место кассира одной промышленной конторы.

#### Первый ученик
Издание книги навлекло на него одни только насмешки, и только в 1816 году он приобрёл себе первого ученика в лице Жюста Мюирона (Just Muiron), давшего ему средства на издание в 1822 году другого двухтомного сочинения: «Трактата о домашней и земледельческой ассоциации» (Traité de l'Association domestique-agricole), представляющего полное изложение его системы. Исходным пунктом её является неудовлетворительное состояние человечества в то время, которое он впервые увидел на практике в пятилетнем возрасте: при нём его отец сделал попытку обмануть покупателя, но мальчик обнаружил обман, за что, разумеется, был высечен. Позднее, когда Фурье работал приказчиком у торговца хлебом в Марселе, он стал свидетелем одного весьма любопытного случая — его хозяин, ожидая более высокую цену на рис, не продавал большого запаса, пока тот не испортился и его не пришлось выбросить в море.

### На закате жизни
Рассчитывая на какого-нибудь богача, или на образование акционерной компании, Фурье в 1822 году писал, что если в том же году будет сделан первый опыт введения его системы, то в 1823 году он докажет свою пригодность; тогда в 1824 году гармонический порядок будет введен во всех цивилизованных странах, в 1825 году к нему примкнут «варвары и дикари», а в 1826 году фаланстеры покроют весь земной шар. 
Наивный оптимизм Фурье доходил до того, что, объявив в одной из своих первых книг, что он бывает дома ежедневно в 12 часов, он после того до конца своей жизни поджидал в этот час богача. Однако, никого, кто взялся бы осуществить его систему, не находилось.
Всю жизнь Фурье прожил одиноким холостяком в жалкой обстановке. Единственной его любовью были комнатные цветы, питал пристрастие к кошкам, которых кормил во дворе по часам. Никто никогда не видел его смеющимся. Под конец жизни вынужденный взяться за ремесло переписчика, этот «гениальный illuminé» только и мечтает осчастливить всех нуждающихся и обременённых и для низведения на землю всеобъемлющей гармонии прибегает к всевозможным средствам.
Ещё при кабинете министров Полиньяка (фр., 1829—1830) он обращается к французскому правительству с предложением осуществить его систему, но получает сдержанный ответ, что его проект будет рассмотрен впоследствии. Он рассылает свои сочинения выдающимся людям того времени, учёным, писателям, государственным деятелям, старается привлечь на свою сторону Перье, Лафитта, Гизо, Тьера, наконец, пробует заинтересовать короля Луи-Филиппа. И только под конец надежда было улыбнулась ему, и он приступил к долгожданному опыту, но неудачный исход его только отравил последние годы жизни Фурье.
Шарль Фурье умер в возрасте 65 лет, 10 октября 1837 года, и был похоронен на парижском кладбище Монмартр.

## Популяризация учения
С середины двадцатых годов около Фурье начинает группироваться кучка учеников, страстно увлёкшихся созданной им социальной теорией. Преклоняясь перед гением «социального Ньютона», относясь к нему с трогательной любовью, первые ученики сохраняли, однако, независимость ума и не хотели соглашаться с его космогонией и с его воззрениями на брак, что не мешало им с тем большей настойчивостью пропагандировать другую, более существенную и плодотворную часть его учения. Из них первый Жюст Мюирон выступил уже в 1824 году с попыткой популяризации системы Фурье, за ним последовали Кларисс Вигурё (Clarisse Vigoureux) и Виктор Консидеран, наиболее видный, талантливый и энергичный из всех последователей школы.

### Журнал, меценаты и первый фаланстер
Благодаря их усилиям в 1832 году был создан первый фурьеристический журнал фр. „La réforme industrielle ou le phalanstère“, выходивший еженедельно: принимал в нём деятельное участие и сам Фурье. К этому времени школа сильно разрослась: вследствие разложения сенсимонизма многие из его последователей сделались фурьеристами, среди них Жюль Лешевалье (Jules Lechevalier) и Абель Трансон.
Нашлись и люди, обладавшие значительными средствами и готовые поступиться ими ради торжества нового учения. Боде-Дюлари, член палаты депутатов, человек очень богатый, увлёкшись фурьеризмом, отказался от своего звания, чтобы заниматься исключительно пропагандой новых идей. С его помощью была учреждена акционерная компания для образования капитала в 1 200 000 франков, — минимума, необходимого для устройства фаланстера. Для этой цели Боде-Дюлари и братья Деве уступили за акции по низким ценам 500 гектаров земли в 60 вёрстах (64 км) от Парижа, в Конде-сюр-Вегр. Желая сделать акции доступными для людей с самыми скромными средствами, их разделили на купоны от 100 франков. Немедленно приступили к работам, воздвигли монументальные постройки, начали разводить дорогие экзотические растения, но до конца дела довести не смогли за недостатком средств, а главным образом вследствие крайней непрактичности распорядителей.
Неудача эта сильно поразила фурьеристов: некоторые из них оставили школу, другие совершенно упали духом; издание журнала прекратилось. Новому учению грозила окончательная гибель, но от этой участи его спас Виктор Консидеран, сумевший вдохнуть бодрость в своих товарищей и сделавшийся ещё при жизни Фурье как бы вторым главой школы.

### Новые издания и фаланстеры
Особенно со второй половины 1830-х годов школа проявила необыкновенную энергию. Уже в 1836 году основан был новый журнал фр. „La Phalange, Journal de la Science Sociale“, выходивший сначала два раза в месяц, а в 1840-х годах превратившийся в ежедневное издание. Тогда же к нему присоединилась ежедневная газета фр. „Démocratie pacifique“.
Сгруппировавшись вокруг журнала, школа Фурье с чисто сектантским увлечением отдавала все свои силы на то, чтобы пропагандировать принципы фурьеризма. Ей удалось, по крайней мере, широко распространить своё учение по всем странам Европы и Америки. 1830-е и особенно сороковые годы были вообще временем широкого развития фурьеристической литературы. В школе были свои поэты и художники, сочинявшие песни, писавшие сатиры на современную цивилизацию, рисовавшие картины из жизни фаланстеров.
Кроме журналов, фурьеристы издавали с 1845 по 1852 год «Almanachs phalanstériens». Были журналы и за пределами Франции: в Лондоне — «The London Phalanx», в Америке — «Phalanx», а затем «Harbinger».
Прозелиты Фурье не ограничивались одной литературной пропагандой «социальной системы»: они много раз пытались провести её в жизнь хотя бы в частичном виде: попыток завести фаланстеры во Франции и Америке было сделано до сорока, но ни один из них не просуществовал более двенадцати лет, а большинство вынуждены были прекратить свою работу после 3—5-летнего существования, полного борьбы с неблагоприятными внутренними и внешними условиями.

## Социальная система фурьеризма

### Критика общества
Силой самих обстоятельств Фурье вынужден был, прежде всего, обратиться к критике, которая занимает очень видное место и отличается большой остротой и убедительностью, — к критике и самого положения дел, и экономической теории laissez-faire, признававшей неизменным такой порядок. Но эта критическая часть строго уравновешивается положительной, которая, в свою очередь, логически вытекает из его основных понятий о Боге, человеке и природе. «Нищета и разврат» — вот как кратко, по мнению Фурье, характеризуются все те печальные экономические и нравственные условия, в которых живёт в его время большая часть человечества.
Паразитизм двух третей общества
Обращаясь, в поисках причин, к условиям современной ему организации, прежде всего замечаешь, что ведь только какая-нибудь 1/3 населения действительно трудится, а остальные или ничего не делают, или даже служат делу разрушения.
Таких «паразитов» Фурье делит на три группы:
- домашних — к которым он относит большую часть женщин и почти всех детей и прислугу;
- социальных — сухопутные и морские армии, «бесполезные соединения людей, употребляемые на то, чтобы ничего не производить в ожидании того времени, когда их употребят на разрушение», добрая половина фабрикантов, 9/10 купцов, ²/3 агентов транспорта на море и на суше, сборщики податей;
- дополнительных — законники и адвокаты, порождаемые современным ему режимом с его враждой и противоречием интересов, — люди состоятельные, заключённые в тюрьмах, больные и всякого рода отщепенцы (падшие женщины, нищие, воры, разбойники), стоящие в открытой вражде к нашей промышленности, к нашим законам и обычаям и требующие содержания чиновников и жандармов, равным образом непроизводительных.

Несмотря на это, даже одна трудящаяся часть населения могла бы достаточно производить на себя и на всех паразитов, если бы труд её был правильно организован.
Отсутствие кооперации и мотивации
Негодность современной ему промышленной организации сводится, по Фурье, к полному отсутствию кооперации в земледелии, кустарном производстве и мелкой промышленности, а там, где она и применяется, она парализуется незаинтересованностью рабочих в выгодах предприятия; другая причина — отсутствие в рабочем увлечения своим трудом. Всё это, в свою очередь, влечёт за собой:
- бесполезную трату труда, а значит и уменьшение продуктов, могущих быть произведёнными тем же количеством рабочих;
- обращение в продажу плохих товаров, требующих для своего изготовления меньше времени;
- отвращение рабочих к труду, недовольство своим положением, вражду ко всему общественному укладу.

Разногласие интересов
Мало того: условия человеческого труда таковы, что трудящийся всегда получает вознаграждение за чей-нибудь счёт: интересы покупателя противоположны интересам продавца, интересы фабриканта — интересам рабочих, интересы всех управляемых, часто, — интересам правительства. Результат — всеобщее недовольство, хаос и сплошной эгоизм. Врач заинтересован, чтобы его сограждане часто и длительно болели лихорадкой, прокурор желает, чтобы были затяжные процессы в каждой семье. Архитектору нужен пожар, который превратил бы в пепел четверть города, а стекольщик радуется граду, который перебил бы все стекла. Портной, сапожник желают, чтобы платье было сделано из плохой ткани, а обувь из скверной кожи, с тем чтобы эти изделия износились в три раза скорее — ради блага торговли.
Непроизводительность и разрушительность торговли
Говоря о бесполезной трате труда, Фурье особенно часто и подробно останавливается на торговле. Всю жизнь имевший с нею дело, хорошо знакомый с её уловками, он ожесточённо нападает на неё: в лучшем случае она непроизводительна, часто же оказывает прямо разрушительное действие.
Поначалу картина проста, элементарна: все, что создается руками тружеников, попадает посредникам-торговцам. Они же, став хозяевами продукта, бесчеловечно обирают и производителя, и потребителя. Их приемы сеют лишь беспорядок в системе не только промышленности, но и всего хозяйства.
В маленьких фабричных городах мелкий фабрикант работает, в сущности, только на торговца… землепашец — на ростовщика, а молодой человек с мансарды — на знаменитого академика, удостоившего его чести подписывать своё громкое имя под плодами его скудно оплаченных ночных бдений. Каждый коммерсант — это корсар, который живёт за счет грабежа.
Политическая экономия не отважилась произвести анализ торговли, и общество не знает, в чём её сущность.
Фурье показывает, что торговля является слабым местом цивилизации, а правительства и народы втайне ненавидят её.

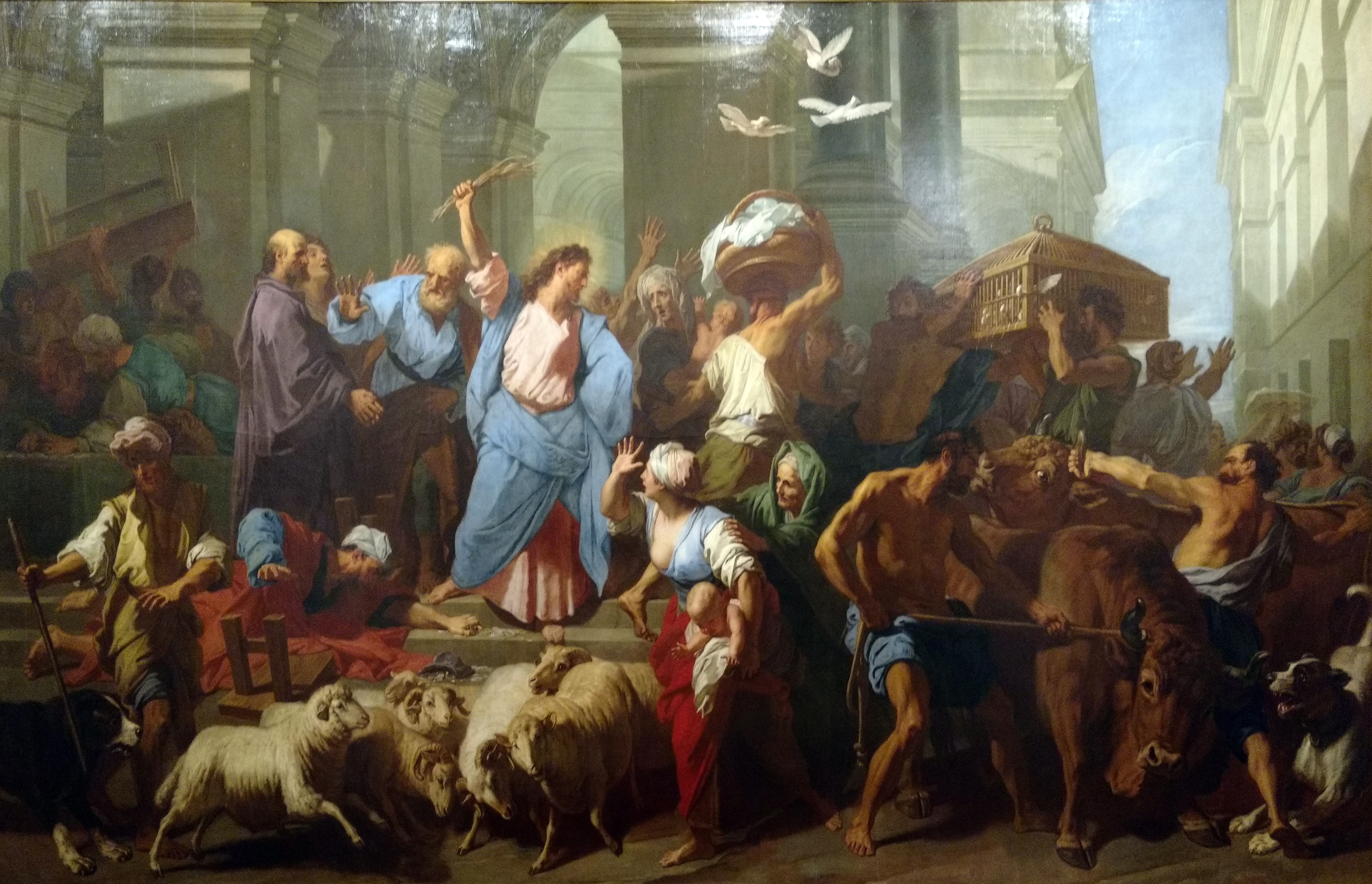
«Изгнание торгующих из Храма», Жан-Батист Жувене, 1706

Анализируя историю развития торговли, он отмечает, что во все века, начиная с глубокой древности, торговцев презирали. Бывая в лионской библиотеке, которая располагалась во дворце Святого Петра на площади Терро, в картинной галерее дворца он обратил внимание на картину Жувена, одну из лучших в лионской коллекции, — «Христос, изгоняющий торговцев из храма». Ещё в Евангелии, обращаясь к торговцам, Иисус Христос сказал: «Вы превратили дом мой в воровской притон».
Почему же тогда при строе цивилизации философы столь настоятельно восхваляют торговлю? Кто прав, спрашивает Фурье, современное поколение, почитающее торговцев, или древнее, не скрывавшее своего презрения к ним?
Неправильное распределение добытых благ
Наконец, к причинам нищеты в цивилизованном человечестве нужно отнести и дурное распределение добытых благ, содействующее «порождению нищеты даже самым их изобилием». Но этот важный вопрос Фурье оставляет совершенно непроработанным.
Разврат
С не меньшей силой обрушивается Фурье на другой «бич человечества» — разврат. «Современное законодательство, — говорит он, — любовные отношения организует таким образом, что создаёт всеобщую лживость, толкает оба пола к лицемерию и тайному возмущению против законов».
Несмотря на нерасторжимость брака или, вернее, именно благодаря ей, недозволенная любовь процветает в современном ему обществе: «из числа любовных связей вообще супружеские связи составляют только одну восьмую», да и из этой одной восьмой «99 процентов супружеских пар преданы вероломству, тайным образом нарушая супружеские обязанности», превращающие самый брак в какое-то каторжное состояние, в «супружескую барщину». Рисуя картину современной ему семейной жизни с её неверностью супругов, постоянными ссорами, обусловленными несходством характеров, с детьми, представляющими одну только обузу, со стремлением обеих сторон уйти подальше от домашнего очага, — картину, дополняемую притонами разврата, Фурье с большой гуманностью говорит об угнетённом положении женщины и напоминает обществу об его обязанностях по отношению к малолетним членам.
Жалкая участь трудящихся
Да и вообще вся его критика насыщена изображением жалкой участи трудящихся классов в самое то время, когда общая сумма производства в стране растёт, — и, иронизируя над современной ему свободой в европейских государствах, он указывает, например, на то, что тогдашний голодный пролетарий иной раз и позавидует обеспеченному рабу древнего мира, — куда уж тут до теории верховной власти народа! И такое-то положение дел создалось согласно учению философов и экономистов, в течение 2500 лет вырабатывавших теории общественной жизни. Поэтому отношение Фурье к философии XVIII века и к революции, предпринявшей попытку осуществить её принципы, было отрицательное: 1793 год «ко всем прежним бедствиям присоединил новое — свирепую вражду партий, зверское истребление людей целыми массами».

### Теория страстного влечения
Критикуя, он приходит к мысли, что в человеческой жизни «есть какое-нибудь искажение естественного порядка вещей», созданного Промыслом и неизвестного нашим учёным. Всё старое, как лживое, надо отбросить, и только при таком «полном сомнении» и «полном удалении» и можно найти новую науку, которая и делается первым открытием Фурье: это — его теория страстного влечения. Вся судьба человечества предначертана Богом, им же установлены законы, по которым движутся все тела небесные и земные, и человеку нужно только познать эти законы и покорно следовать им.
В основу творения положены неизменные математические законы постоянного и всеобщего движения, которое составляет основное свойство всего сущего. Оно, в свою очередь, разделяется на пять ветвей:
- движение материальное, по которому совершаются все перемещения материи,
- органическое, лежащее в основе распределения форм, цветов и всяких особенностей вещей,
- инстинктивное, или движение страстей и инстинктов,
- аномальное, управляющее движением атомов, невесомых частиц природы,
- движение осевое, или социальное, или страстное, действующее в общественных организмах.

Из них первое было открыто Исааком Ньютоном, остальные четыре — Фурье, который главным образом истолковывает, однако, только один вид движения социального.
Законы всех родов движений одинаковы, а потому и основной закон социального движения заключается в тяготении, аттракции. Подобно отдельным частицам материи, люди приводятся во взаимное столкновение своим страстным влечением или просто страстями. Бог дал последним гораздо большую интенсивность, нежели разуму, и они смысл истолкование видов Промысла относительно общественного порядка. Философы проклинают страсти и убеждают подавлять их, но они сами ничего не понимают: «Философские капризы, известные под именем обязанностей, не имеют ничего общего с природой; обязанности идут от людей, а страсти от Бога».
Если страсти приносят вред, то виноват в этом дурной общественный порядок. Бог не создал для людей принудительных мер, а дал им только страсти, между прочим, и влечение к производительным работам, иногда, по-видимому, самым отвратительным. «Бог сделал хорошо всё, что сделал», и человеку остаётся только понять указания природы и следовать им. Нужно создать такие условия общественной жизни, при которых ни одна страсть человека не оставалась бы неудовлетворённой и не оказалась бы в антагонизме со страстью другого индивидуума: тогда конечное и полное удовлетворение «страстного влечения», не говоря уже о громадной экономии в принудительных средствах, приведёт с собой «согласие между творением и творцом», всеобщее счастье, всеобщую внутреннюю и внешнюю гармонию. Следовательно, прежде всего нужно тщательно изучить духовную природу человека и на полученных таким образом психологических данных построить наилучший общественный порядок.
Как ствол, существует одна страсть: унитеизм, то есть стремление к единству (всечеловеческого счастья)…; как ветви первостепенные, существуют три категории страстей: стремление к роскоши, то есть к чувственным удовольствиям (зрение, слух, обоняние, осязание, вкус — страсти чувственные, сфера материальная); стремление к группам (дружба, любовь, семейственность, честолюбие — страсти трогательные, сфера душевная) и стремление к сериям (кабалиста — страсть к интригам, альтернанта или папильона — страсть к разнообразию, композита — слепое увлечение: страсти распределяющие, сфера умственная). Комбинации этих двенадцати страстей образуют 810 различных характеров.

Наиболее согласный с природой человека общественный порядок в таком случае должен содействовать удовлетворению и развитию всех указанных страстей, то есть гарантировать здоровье и некоторый комфорт домашней жизни, свободный выбор близких лиц, свободу избрания профессии, согласно индивидуальности каждого; самые занятия должны быть обставлены так, чтобы не нарушались потребности в соперничестве, разнообразии и творчестве, то есть труд должен, во-первых, выполняться целой серией рабочих в кооперации, во-вторых, должен допускать проявление творческой силы в человеке и, в-третьих, не быть слишком продолжительным, но чаще чередоваться с трудом иного характера. Тогда труд станет привлекательным, и всякий найдёт применение своим вкусам: лакомки и обжоры займутся кухней; любителям животных будут предоставлены конюшни или скотные дворы; детям, любящим пачкаться в грязи, поручено будет очищение жилищ от грязи и нечистот и так далее. Современное ему общественное устройство не годится для такого развития страстей и приложения их к труду, а потому нужно совершенно изменить его. Люди должны соединиться в фаланги, по 1600—1800 человек в каждой, чтобы, исключив детей и стариков, получить около 810 способных работать человек в соответствии с 810 различными характерами. Каждая фаланга устроится на своей площади земли в размере приблизительно одной квадратной мили. В центре участка будет выстроено великолепное жилище (фаланстер), с роскошными залами для читален, концертов и балов, с обширными аудиториями для публичных лекций, с зимними садами, стеклянными галереями, с обсерваторией, телеграфом, паропроводом и так далее. Всё устроено просто, но изящно и удобно; здесь бедняки будут пользоваться тем, что в настоящее время доступно только миллионерам. Но главное везде и во всём — громадная экономия.

### Идея фаланстеров
В основу фаланстера положена идея производительной и потребительной ассоциации, хотя уже и высказывавшаяся в литературе до Фурье, но совсем ещё не развитая и не понятая во всём своём широком значении.
«300 семейств поселян, соединившись в ассоциацию, имели бы один прекрасный сарай, вместо 300 никуда не годных, — одно хорошее заведение для выделки вина, вместо 300 плохих» и так далее. Не меньшую выгоду представит введение во все отрасли крупной системы производства пользование лучшими машинами, обработка земли согласно почвенным условиям. Самый труд будет значительно продуктивнее благодаря энтузиазму и соревнованию, которые охватят членов ассоциации, — тем более, что конкуренция здесь не исчезнет, а только потеряет свой острый характер, который придаёт ей противоречие интересов. Дело в том, что все работы здесь будут распределены между «страстными сериями»; каждый без различия пола и возраста избирает себе то занятие, которое его больше всего привлекает, и имеет право в один и тот же день переменить несколько серий; здесь для всех найдутся любимые занятия, и никто не захочет предаваться безделью. Результаты труда всех членов фаланги будут стекаться в её общие хранилища, и отсюда они могут получать всё необходимое: таким образом не будет нужды ни в каких посредниках при обмене товаров, и сама внутренняя торговля исчезнет. Вместе с тем, однако, в фаланге сохраняются частная собственность и неравенство состояний. Каждый будет иметь отдельное помещение сообразно не только своим склонностям, но и состоянию, питаться и одеваться, как кто захочет и сможет.
Коммунизма здесь нет и следа: каждый будет владельцем продуктов своей работы, начиная с детей 4,5 лет, и, несмотря на общность жизни и труда в страстных сериях, деятельность каждого будет оплачиваться по количеству затраченного труда, по свойству работы, по силе его таланта и по величине вложенного в предприятие капитала. Общий доход фаланги будет разделяться на двенадцать частей, из которых четыре придутся на долю капитала, пять — труда, три — таланта, теоретических и практических знаний. Мало того: для более правильной оценки все работы будут распределены по степени привлекательности, по степени трудности и полезности, и в зависимости от этих свойств оплачиваться.
Только в распределении продуктов, полученных фалангой, Фурье не допускал индивидуальной свободы: во всём остальном она является верховным принципом. Правда, он предполагает ареопаг из самых опытных и мудрых «гармонийцев» (так должны называться люди, живущие в новом, гармоническом строе общества), которому принадлежит руководство делами фаланги, но руководство это должно было состоять в издании не столько распоряжений, сколько указаний (например, относительно времени, благоприятного тем или другим земледельческим работам), которым страстные серии могли, однако, и не следовать.
Иной власти, кроме власти выборной, иного авторитета, кроме авторитета знания или опытности, других преимуществ, кроме преимуществ ума, в фаланстере не может существовать, но и над всем этим парит свободное влечение. Наряду с этим, начертывая план всемирной организации фаланстеров, Фурье во главе каждой фаланги ставил унарха, во главе трёх фаланстеров — дуарха и так далее, создавая целую «сферическую иерархию» триархов, тетрархов, пентархов, гекзархов, гептархов, октархов, эннеархов, декархов, онзархов, дузархов и во главе всего мира — осевого омниарха, столица которого будет в Константинополе. Функций их Фурье точно не определяет, тем более что при всеобщем распространении фаланстеров государственное управление крайне упростится и само государство, в сущности, отожествится с фаланстером. На основе того же свободного влечения должна была быть преобразована и домашняя, и общественная жизнь. Каждый член фаланги свободно выбирает себе близких людей и друзей и соединяется с ними в группы, на которые распадаются серии рабочих. Совместная работа и частые встречи на полях и в мастерских юношей и девушек поведут к их взаимному сближению, а затем и к браку, но последний не есть вовсе непременное последствие: молодая девушка или юноша могут переменить до брака нескольких любовников или любовниц, а затем, даже и заключив с кем-либо союз, они не обязаны оставаться верными друг другу.

### Свобода половых отношений
Желая устранить разврат современного ему общества, Фурье впал таким образом в другую крайность и «вместо стесняющих монополий предлагает анархическую конкуренцию». В этой свободе половых отношений ярче всего выразилась чисто сенсуалистическая мораль Фурье, не сдерживаемая никакими духовными мотивами: самую идею долга (devoir conjugal) он объявил выдумкой философов, самонадеянно взявшихся исправлять дело рук Божиих и написавших 400 000 ни к чему не годных томов. В то же самое время Фурье предупреждает, что не следует понимать свободу любви как повальную оргию. Свободная любовь уравновешенна, и в её основу будут положены человеческая добродетель и честь. Он предлагает установить в ассоциации три любовные корпорации. Это супруги, объединённые по законам «цивилизованных» прочной семейной связью; дамуазели, которые редко меняют свои связи, и галантные, для которых любовные правила не отличаются строгостью.

### Исторические периоды согласно Фурье
Строя свой план общественного переустройства на учении о страстях человека, его природе, веря в возможность осуществления своего плана методом мирной пропаганды, убеждения и примера, Фурье отражал в себе рационалистические воззрения философии XVIII века, против которой он так восставал. Но, с другой стороны, он не ограничился доказательством (или, вернее, демонстрированием) желательности и возможности нарисованного им строя, но путём ретроспективного изображения предшествующих стадий исторической жизни пробовал показать, что сама история ведёт к осуществлению той организации, которая по самой природе человека является необходимым условием всеобщего счастья.
Всю предшествующую историю он делит на периоды райский, дикий, патриархальный, варварский и период цивилизации, характеризуя их чисто экономическими явлениями. Каждый период, по его мнению, прежде чем уступить своё место новому, достигал высшего развития своих характеристических свойств, и затем, приходя в ветхость, доходил до окончательного разложения. Последний период цивилизации уже достиг ступени дряхлости, и отсюда Фурье заключает о необходимости наступления нового периода, названного им гарантизмом, когда и должен осуществиться его план постройки общества на основе полной и чистой ассоциации. В этом кроется указание не только на способность хозяйственной жизни к усовершенствованию, но и на идею о неизбежности наступления известных экономических форм и невозможности провести в жизнь форму, не соответствующую историческим условиям. Но сам Фурье её не развил, да и не воспользовался ею.
Фурье рисовал себе реализацию лучшего социального строя не методом развития общества в направлении сознанных принципов справедливости и истины, а методом полной ломки старого во имя более или менее произвольно измышленного идеала. И всё-таки этим историко-философским введением, вносившим в науку важные исторические соображения о развитии хозяйственного быта и разрушавшим господствовавшее в экономической науке представление о неизменности его, — наряду с критикой существующего строя, с особой силой и очевидностью вскрывающей его недостатки, а также и чисто экономическими соображениями о выгодах ассоциации, Фурье оказал большую услугу науке. Однако, с другой стороны, в его учении не была выделена для самостоятельного изучения экономическая сторона жизни, а вместе с тем равнодушие к жгучим политическим вопросам своего времени вообще и недоверие, в частности, к либерализму, бывшему в его глазах лишь переодетым и неискусно загримированным эгоизмом, — своего рода мистицизм, пренебрежение к научному методу и фантастичность роднит его с господствовавшей в то время культурно-политической реакцией.

### Теория всеобщих судеб
«Существование рода человеческого должно продолжаться около 80 000 лет, и вся социальная карьера, совершаемая в это время, разделяется на четыре фазиса и 32 периода»: первые два фазиса (в 5000 и 35 000 лет) представляют движение восходящее, последние два (в 35 000 и 5000 лет) — движение нисходящее, а между помещается «пивотальный или обоюдогармонический» период в 8000 лет — апогей человеческого счастья.
Мы живём в конце первого, несчастного, фазиса. Каждый фазис социальной жизни, вследствие единства всеобщего движения, сопровождается новыми актами творческого мироздания.
Гармонически устроенная земля, пророчит он, даст необходимые испарения солнцу, и это вызовет новые творения в животном и растительном царстве. Вредные и опасные звери исчезнут, а на их месте появятся антильвы, антикиты, антитюлени, антигиппопотамы, антиакулы и так далее, которые будут служить человеку, перевозить на морях корабли, а на суше людей с громадной быстротой и всевозможными удобствами. Вся планетная система придёт в движение, и над полюсом появится Северная Корона — новое светило вроде кольца Сатурна: когда её зажгут солнечные лучи, она станет нагревать полюс до температуры Андалузии и Сицилии, а в Санкт-Петербурге климат будет такой же, как в Ницце. Организм человека, благодаря всему этому, преобразуется, и продолжительность его жизни достигнет 144 лет.

### Учение о загробной жизни
Эта космогония дополнялась не менее фантастическим учением о загробной жизни, в котором главную роль играет переселение душ не только людей, но и планет, и солнц — в простой вселенной, двойной вселенной, тройной и так далее, причём планеты бывают мужеского рода и женского, подвержены болезням и так далее.

### Аналогии между явлениями разных порядков
К этому нужно прибавить, что Фурье, увлекаемый глубокой в сущности мыслью о повсеместном единообразии всего творения, делает постоянные аналогии между явлениями самых различных порядков. Так, указанные выше двенадцать страстей соответствуют двенадцати тонам и полутонам гаммы; или дружбе соответствуют: нота ут, фиолетовый цвет, сложение, круг, железо; истина сопоставляется с жирафом и так далее.

### Роль пророка
Вместе с тем, измышляя новые, самые странные и причудливые названия и слова, коим не соответствуют никакие действительные понятия, произвольно создавая понятия о никогда не существовавших вещах, постоянно давая очень точные цифры и до мельчайших подробностей определяя формы будущего быта с такой яркостью и живостью, будто все это уже существует на земле и он сам это видел и изучал, Фурье почти нигде ничего не доказывает, если не считать за доказательства его аналогий, а только вещает, вполне входя в роль пророка, которого вдохновляет сам Бог, на которого возложена небесная миссия поведать открытые ему Божеством судьбы человечества, вследствие чего вера его в истину своих слов доходит до фанатизма.
«Я шёл один к цели, — восклицает он в порыве экстаза, — без приобретённых средств, без проторённых дорог. Я один заклеймил двадцать веков политического слабоумия, и мне одному будут обязаны настоящие и будущие поколения началом их безграничного блаженства».

### Надежды на Наполеона и меценатов
«Обладатель книги судеб», он непреложно верил в скорую осуществимость своей системы и сначала думал, что осуществить её призван Наполеон. «Уже явился новый Геркулес, — писал он в 1808 году — Его безмерные труды превозносят его имя от одного полюса до другого, и человечество, приученное им к зрелищу чудесных дел, ожидает от него какого-либо чуда, которое изменит судьбу мира. Народы, ваши предчувствия исполнятся; самая блестящая миссия предназначена величайшему из героев: он должен водворить всеобщую гармонию на развалинах варварства и цивилизации». Он даже предостерегал своих читателей, чтоб они, имея это в виду, не строили себе новых зданий, так как нынешние здания не годятся для гармонии, не уезжали в колонии, так как в скором времени «все будут счастливы у себя дома», обзаводились детьми, потому что в гармонии «дети, имеющие более трёх лет, будут истинной драгоценностью».
Однако, Наполеон не оправдал надежд Фурье, а книга его вызвала одни насмешки. Тем не менее, преимущества и выгоды фаланстера кажутся ему столь привлекательными, и главное осязательными, что он продолжал твёрдо верить и в необходимость, и в возможность осуществления своих проектов в ближайшем будущем.
Рассчитывая на какого-нибудь богача вроде Нортумберленда или Шереметева и так далее, или на образование компании на акциях, он рассуждал в 1822 году, что если в том же году будет сделан первый опыт введения его системы, то в 1823 г. он докажет свою пригодность; тогда в 1824 году гармонический порядок будет введён во всех цивилизованных странах, в 1825 году к нему примкнут варвары и дикари, а в 1826 году фаланстеры покроют весь земной шар. Наивный оптимизм Фурье доходит до того, что, объявив в одной из своих первых книг, что он бывает дома ежедневно в двенадцать часов, он после того до конца своей жизни поджидал в этот час богача. Однако никого, кто взялся бы осуществить его систему, не находилось.

### Несовершенство изложения
Сочинения его не имели успеха, помимо фантастичности, ещё и в силу значительных несовершенств формы. Дорожа каждой мелочью придуманного им плана и не обладая чисто литературным талантом, Фурье постоянно сбивается в сторону, останавливается на деталях и тем затемняет главную мысль. Меткий в отдельных характеристиках, вдохновенный при изображении гармонического строя, он не сумел придать единства и цельности своей книге. Утомительные подразделения на рубрики, главы и параграфы с какими-то непонятными знаками только увеличивают спутанность. С другой стороны, действуя главным образом на чувство читателя, заботясь о красоте и силе своих предложений, он забывал о развитии и доказательствах своих мыслей. Наконец, отталкивает от себя читателя и дидактический, самоуверенный тон, самонадеянность, с какой он говорит о себе или своих открытиях, ставя их, например, выше открытий Исаака Ньютона.

### Отношения с сенсимонистами и смитианцами
Несмотря на неудачи, Фурье не падал духом. Он издаёт «Сокращённое изложение трактата о домашней и земледельческой ассоциации» («Sommaire de traité de l’association domestique et agricole», 1822). Мало-помалу он приобретает себе учеников: Греа, несколько раз помогавшего ему при издании его сочинений, В. Консидерана, впоследствии талантливо популяризировавшего идеи «социального Ньютона», Кларису Венуре, давшую ему средства на издание «Нового промышленного и общественного мира» («Nouveau Monde industriel et sociétaire», 1828), где в значительной степени сказалось влияние новых учеников Фурье, убеждавших его отказаться от своей космогонии и вообще «умерить» фантастическую часть своего учения. Однако и в этом виде «новая социальная система» была встречена критикой неблагосклонно.
Для популяризации своей системы он делает попытки соединения с Оуэном и сенсимонистами; но все они отвергли его предложения, за что Фурье обрушился на них в брошюре «Уловки и шарлатанство последователей Сен-Симона и Оуэна, обещающих ассоциацию и прогресс» («Pièges et charlatanisme des sectes S.-Simon et Owen, qui promettent l’association et le progrès», 1831). Он резко здесь нападает на Оуэна, и в особенности на сенсимонистов, обвиняя их в теократии и предвидя, что в случае достижения ими власти «не улучшение быта трудящихся классов было бы результатом этого… а то, что через полусотню лет все виды собственности — земля, капиталы и фабрики — сосредоточились бы в руках священников нового типа. А захвати сенсимонисты всё это в свои руки, и они начнут обращаться с народом, как обращались с ним все теократы, начиная с жрецов Египта и Индии и кончая римской курией…»
У Шарля Фурье такого превращения не могло быть. У него, наоборот, на первом месте стоит рабочий со своими нуждами; от него именно он и отправляется в своём искании лучшего жизненного строя, — в противовес господствовавшей как раз в то время экономической школе Адама Смита. Разделяя вместе с ней пристрастие к крупному производству и к широкому разделению труда, но организованных уже на совершенно иных, ассоциационных началах, разделяя собственно и веру её в гармонию личной выгоды и общественной пользы, только не при индивидуальном, а при коллективном труде, он в то же время решительно и грубо открещивается от неё за её лозунг laissez-faire, за её чисто абстрактные, теоретические построения, за её сухое доктринёрство; он отвергает её всю, называя её «лживой наукой», а экономистов — просто шарлатанами.
Для него самое важное именно в том и заключается, что в фаланстере всякий бедняк найдёт не только «весёлую работу,… но и беспечную жизнь, гарантированную известным минимумом, который будет создаваться индустриальным влечением». Симпатии Фурье к представителям рабочей силы сказались и в стремлении обусловить трудом самое существование человека: уже одним тем, что труд в фаланстере не может не найти себе приложения, не может не получить оплаты, провозглашается право каждого человека на труд, право на получение таких занятий, которые обеспечивали бы удовлетворение потребностей человека, — и такое право в «земледельческо-промышленной ассоциации» гарантируется всем.

## Влияние фурьеризма в России
В первой половине 1830-х годов часть русской передовой молодёжи (Герцен, Н. П. Огарёв и другие) увлекалась сенсимонизмом, а в 1840-х годах самым популярным учением становится фурьеризм.
П. В. Анненков
Приехав в 1843 году из-за границы в Санкт-Петербург, П. В. Анненков заметил в русской интеллигенции живой интерес к французской социалистической литературе; система Фурье, «Икария» Этьена Кабе, книга Прудона о собственности — «всё это служило предметом изучения, горячих толков, вопросов и чаяний всякого рода… Книги названных авторов были во всех руках… подвергались всестороннему изучению и обсуждению, породили, как прежде Шеллинг и Гегель, своих ораторов, комментаторов, толковников, а несколько позднее и своих мучеников».
А. И. Герцен
А. И. Герцен с меньшим сочувствием отнёсся к идеям Фурье, чем прежде к сенсимонизму. В своём дневнике 1843 года он писал: «У Фурье убийственная прозаичность, жалкие мелочи и подробности, поставленные на колоссальном основании; счастье, что ученики его задвинули его сочинения своими». Но к фурьеризму вообще Герцен выражает симпатию: «Фурьеризм, — говорит он, — конечно, всех глубже раскрыл вопрос о социализме». Под влиянием этого учения автор дневника сформулировал свои планы преобразования общества: «Общественное правление собственностями и капиталами, артельное (в другом месте: „коммунальное“) житьё, организация работ и возмездий и право собственности, поставленное на иных началах».
В следующем году Герцен прочёл «Социальное предназначение» (Destinée sociale) Консидерана, самого талантливого ученика Фурье, и нашёл, что это сочинение «несравненно энергичнее, полнее, шире по концепции и исполнению всего вышедшего из школы Фурье; разбор современности превосходен, становится страшно и стыдно. Раны общественные указаны и источники их обличены с беспощадностью».
Тем не менее фурьеризм не вполне удовлетворял Герцена: он находил, что это «неполное решение задачи. В широком, светлом фаланстере их тесновато: это устройство одной стороны жизни — другим неловко» (и позднее, в «Былом и думах», он критически отнёсся к фурьеризму). Попытки Герцена высказать своё мнение о «новых утопиях» в нашей печати (в «Современнике» 1847 года в «Письмах из Avenue Marigny») разбивались о цензурные препятствия.
В. Г. Белинский
В. Г. Белинский, как видно из бесед его с Достоевским, менее ценил Фурье, чем Пьера Леру, Этьенна Кабе и Прудона.
Т. Н. Грановский
Т. Н. Грановский не сочувствовал социалистическим системам вообще; он полагал, что «социализм чрезвычайно вреден тем, что приучает отыскивать разрешение задач общественной жизни не на политической арене, которую презирает, а в стороне от неё, чем и себя, и её подрывает», но это замечание не приложимо к Консидерану, который в 1848 году очень категорично признал необходимость участия в политической борьбе.
М. В. Петрашевский
В 1845 году Буташевич-Петрашевский, горячий приверженец идей Фурье, веривший в возможность их осуществления, начал издавать составленный им вместе с некоторыми друзьями «Карманный словарь иностранных слов», официальным издателем которого был Н. С. Кирилов, в котором предполагалось пропагандировать социалистические идеи.
Второй выпуск этого словаря, отпечатанный в 1846 году и представляющий гораздо больший интерес, чем первый, был задержан; словарь отбирали у книготорговцев и уничтожали, но удалось истребить не все экземпляры.
В принадлежащей перу Буташевича-Петрашевского статье «Организация производства» излагался взгляд Фурье о распределении произведённых ценностей между представителями капитала, труда и таланта; в статье «Нормальное состояние» проводился взгляд Фурье о привлекательности труда.
Кружок Петрашевского
С 1845 года Петрашевский начал собирать у себя по пятницам большое общество для обсуждения вопросов, касающихся преобразования общественного и политического строя. Для распространения социалистических идей была учреждена на средства кружка библиотека из сочинений Сен-Симона и его учеников, Фурье, Этьенна Кабе, Ламменэ и других. Н. Я. Данилевский, известный впоследствии публицист, излагал на собраниях систему Фурье.
Социализм изучали также по сочинениям Штейна и Бидермана, получали фурьеристский журнал «Фаланга», читали фурьеристов Консидерана, Кантагреля и Туссенеля, «Almanach phalanstérien», a также сочинения Этьенна Кабе и Луи Блана, толковали и об Оуэне.
Кружок Кашкина
С особенным усердием изучением системы Фурье занимался кружок Кашкина, в котором принимали участие братья Дебу, братья Ахшарумовы, Спешнев, Европеус, Ханыков и другие. Предполагалось составить и напечатать за границей общепонятное изложение системы Фурье, предполагалось для пропаганды этого учения устраивать новые кружки, и они появились уже и в некоторых провинциальных городах, например в Ревеле и Ростове. Тимковский высказывал мысль о подаче правительству просьбы об ассигновании средств на учреждение общества для изучения и распространения системы Фурье, а в случае отказа предлагал составить компанию на акциях; Петрашевский полагал, что было бы весьма полезной мерой со стороны правительства, если бы оно дало средства на устройство первого фаланстера. Есть известие, что Петрашевский пытался устраивать фаланстер между крестьянами.
Разгром петрашевцев
7 апреля 1849 года, в день рождения Фурье, 11 человек собрались на обед в память этого проповедника социализма; были произнесены горячие речи в духе его учения и решено было перевести на русский язык главнейшие его сочинения.
После ареста, на допросе Петрашевский показал, что он «желал полной и совершённой реформы быта общественного» и фаланстер Фурье считал ключом, пробным камнем такой реформы. Он уверен, что «будет время, когда все в обществе и природе придёт в стройную гармонию; труда тяжкого, удручительного не будет» и что «всякий акт жизни человеческой будет актом наслаждения». Фаланстер, то есть организация работ в общине, вполне разрешает вопрос о том, «как поставить человека в правильное отношение к самому себе, к обществу, к целому человечеству и к природе». Разгром кружка петрашевцев задержал распространение фурьеризма, но не уничтожил сочувствия ему в известной части интеллигенции.
В. А. Милютин
В печати ещё в 1847 году (в статьях «Пролетарии и пауперизм в Англии и во Франции», напечатанных в «Отечественных Записках» и других, появившихся в том же году в «Современнике») Владимир Алексеевич Милютин, сочувствовавший социализму, старался характеризовать разные его учения с научным спокойствием и известной критикой, но вместе с тем горячо защищал важность и необходимость утопий; его статьи читались с величайшим интересом.
М. Е. Салтыков-Щедрин
Милютину посвятил одну из своих первых повестей М. Е. Салтыков, изучавший произведения Фурье и до своей ссылки посещавший собрания у Петрашевского. Придавал громадное значение утопиям и, как видно из его «Мелочей жизни», даже в последнем периоде своей деятельности сохранил сочувствие основным принципам фурьеризма.
Цензура
Так называемый Бутурлинский комитет — высший постоянный цензурный орган надзора за «духом и направлением» российской литературы и периодической печати, получивший название по фамилии своего первого председателя Д. П. Бутурлина — был учреждён 2 апреля 1848 года главным образом для прекращения распространения методом печати фурьеристских и вообще социалистических идей, и они действительно стали снова высказываться в ней только в царствование императора Александра II.
Н. Г. Чернышевский
Защитником этих идей вообще и фурьеризма в частности был Н. Г. Чернышевский, что не мешало ему, проводя основные принципы социализма, критически относиться к заблуждениям некоторых его последователей: так, например, в одной из статей об июльской монархии (1860) он подвергает довольно суровой критике сенсимонистов.
Шарлю Фурье и его главному ученику, Консидерану, Чернышевский придавал гораздо большее значение: недаром одной из первых книг, принесённых Лопуховым Вере Павловне, было «Социальное предназначение» (Destinée sociale). Энергично защищая общинное землевладение, Чернышевский (в одной статье, напечатанной в 1858 году) видит наиболее «важную выгоду» его в том, что «через 30 или 25 лет» оно откроет крестьянам «лёгкую возможность к составлению земледельческих товариществ для обработки земли», хотя автор и понимает «неизбежность довольно долгого переходного состояния от настоящих способов обработки отдельных участков общинной земли частными силами отдельного хозяина к общинной обработке целой мирской дачи… Полнейшее развитие общинного принципа должно быть делом будущего».
Цензурные препятствия сильно мешали Чернышевскому проводить его взгляды; так, например, в «Очерках из политической экономии» он вынужден был отказаться от изложения и разбора первых двух глав книги Милля, трактующих «о системах экономического устройства, основанных на принципе, различном от господствующего принципа новой экономической истории», то есть о социалистических теориях, но в замечаниях на первую книгу Милля он, не называя имени Фурье, излагает, с некоторыми оговорками, его учение о привлекательности труда при устранении неблагоприятной для трудящегося обстановки и указывает в числе главных условий того, чтобы труд приносил удовольствие, — совершение его «по собственному соображению о его надобности или полезности» для трудящегося, «а не по внешнему принуждению», и продолжительность труда не долее того времени, «пока мускулы» могут работать «без изнурения, вредного организму». Для достижения этой цели необходима смена занятий и их разнообразие. Между тем существующий порядок не представляет «наивыгоднейшей обстановки труда»; он устроен «для войны, для праздности, а не для труда». Чернышевский наглядно показывает необходимость крупного производства, но вместе с тем разъясняет невыгодность труда наёмного. «Перемены в качествах труда», — говорит он, — «вызываются переменами в характере производительных процессов… Опасаться за будущую судьбу труда не следует: неизбежность её улучшения заключается уже в самом развитии производительных процессов», но «результаты известного факта требуют известного времени для полного своего обнаружения». В «Очерках из политической экономии» он говорит: «Потребитель продукта должен быть его хозяином-производителем», но ради экономической выгодности крупного производства при этом «требуется соединение множества людей, занимающихся в своей совокупности производством разных продуктов,… и притом такое сочетание, в котором каждый участник по труду был бы соучастником в праве хозяйства».
Неоднократно Чернышевский защищает значение утопий, разъясняет их истинный смысл и указывает на то, что теперь уже «в каждом рутинном курсе политической экономии делается значительная уступка понятиям так называемых утопистов». Согласно со взглядами Фурье, Чернышевский указывает на преувеличенное значение торговли в современном обществе и важные недостатки в её организации. В романе «Что делать», в четвёртом сне Веры Павловны, Чернышевский прямо изображает фаланстер.
Влияние идей Фурье, как у петрашевцев, так и у Чернышевского, сказывалось в их взглядах не только на экономическую жизнь, но и на семью и нравственность.
М. Н. Лопатин
Из менее важных отражений влияния фурьеризма упомянем о статьях М. Н. Лопатина под псевдонимом М. Юрьин — «Спор об общинном владении землёю. Голос за общинное владение» («Атеней», 1858, т. 6, стр. 17—43) и «Об историческом развитии нравственных начал в экономической деятельности Западной Европы» («Библиотека для Чтения», 1861, т. 166—167).
П. А. Бибиков
С сочувствием отнёсся к учению Фурье и П. А. Бибиков в статье «Современные утописты. Изложение и критический разбор теории Фурье» (в книге «Критические этюды», СПб., 1865), встретившей цензурные препятствия к своему распространению.

### Список произведений
Кроме указанных в статье сочинений, Шарль Фурье издал:
- «Mnémonique géographique» (1827);
- «Livret d’annonce du nouveau monde» (1828);
- «La fausse industrie, morcelée, répugnante, mensongère et l’antidote, l’industrie naturelle, combinée, attrayante, véridique, donnant quadruple produit» (2 тома, 1836, сборник статей).

Многие из статей, напечатанных в «Фаланстере» или «Фаланге», были потом собраны учениками:
- «Egeraments de la raison démontrés par les ridicules des sciences incertaines. Analyse du mécanisme de l’agiotage et de la méthode mixte en étude de l’ettraction» (1848);
- «Sur l’esprit irreligieux des modernes et dernières analogie»; «Anarchie industrielle et scientifique»;
- «Cités ouvrières. Des modifications à introduire dans l’architecture de villes».

Другие статьи, напечатанные в журнале уже после смерти Фурье, собраны фирмой «Libraire des Sciences Sociales» в 3 томах: «Publication des manuscrits de Fourier» (3 тт., 1851—56).
Ученики издали сборник избранных сочинений, систематизировав их: «Harmonie universelle et le phalanstère. Recueil méthodique de morceaux choisis de l’auteur» (2 тт., 1848—49).
Позже были изданы «Œuvres choisis de Fourier» в коллекции «Petite bibliothèque économique» (с вступительной статьёй Шарля Жида).

### На русском
- Фурье Ш. Избранные сочинения в 3-х томах. Том 1 - «Теория четырех движений и всеобщих судеб». — М.: Соцэкгиз, 1938. — 313 с.
- Фурье Ш. Избранные сочинения в 3-х томах. Том 2 - «Новый промышленный и общественный мир». — М.: Соцэкгиз, 1939. — 469 с.
- Фурье Ш. Теория четырех движений и всеобщих судеб. — М.: Циолковский, 2017. — 396 с. — ISBN 978-5-9908592-4-1.